# University of North Carolina
La University of North Carolina (lett. "Università della Carolina del Nord") a cui ci si riferisce anche come UNC System (sigla di University of North Carolina System) è un sistema universitario statunitense dell'omonimo stato.

## Storia
L'Università della Carolina del Nord a Chapel Hill è la più antica scuola del sistema universitario e risale al 1789. Oggi la University of North Carolina è composta da sedici istituti e la North Carolina School of Science and Mathematics.

## Scuole della University of North Carolina
| Università                                                 | Ubicazione     | Data di fondazione |
| ---------------------------------------------------------- | -------------- | ------------------ |
| Appalachian State University                               | Boone          | 1899               |
| East Carolina University                                   | Greenville     | 1907               |
| Elizabeth City State University                            | Elizabeth City | 1891               |
| Fayetteville State University                              | Fayetteville   | 1867               |
| North Carolina Agricultural and Technical State University | Greensboro     | 1891               |
| North Carolina Central University                          | Durham         | 1909               |
| North Carolina State University, Raleigh                   | Raleigh        | 1887               |
| University of North Carolina at Asheville                  | Asheville      | 1927               |
| University of North Carolina at Chapel Hill                | Chapel Hill    | 1789               |
| University of North Carolina at Charlotte                  | Charlotte      | 1946               |
| University of North Carolina at Greensboro                 | Greensboro     | 1891               |
| University of North Carolina at Pembroke                   | Pembroke       | 1887               |
| University of North Carolina at Wilmington                 | Wilmington     | 1947               |
| University of North Carolina School of the Arts            | Winston-Salem  | 1963               |
| Western Carolina University                                | Cullowhee      | 1889               |
| Winston-Salem State University                             | Winston-Salem  | 1892               |
| North Carolina School of Science and Mathematics           | Durham         | 1980               |